# パットナム郡 (ウェストバージニア州)
パットナム郡（英: Putnam County）は、アメリカ合衆国ウェストバージニア州の西部に位置する郡である。2010年国勢調査での人口は55,486人であり、2000年の51,589人から7.6%増加した。郡庁所在地はウィンフィールド町（人口2,301人）であり、同郡で人口最大の都市はハリケーン市（人口6,284人）である。パットナム郡は1848年に設立された。郡名はフレンチ・インディアン戦争の英雄であり、アメリカ独立戦争では将軍だったイズラエル・パットナムに因んで名付けられた。
パットナム郡はケンタッキー州とオハイオ州にも跨るハンティントン・アシュランド大都市圏に属している。2010年時点で都市圏人口は287,702人である。2013年2月28日から都市圏の定義が変わり、人口は363,000人となった

## 地理
アメリカ合衆国国勢調査局に拠れば、郡域全面積は350平方マイル (910 km2)であり、このうち陸地346平方マイル (900 km2)、水域は4平方マイル (10 km2)で水域率は1.19%である。

### 主要高規格道路
- 州間高速道路64号線
- アメリカ国道35号線
- アメリカ国道60号線
- ウェストバージニア州道25号線
- ウェストバージニア州道34号線
- ウェストバージニア州道62号線
- ウェストバージニア州道817号線
- ウェストバージニア州道869号線

### 隣接する郡
- メイソン郡 - 北
- ジャクソン郡 - 北東
- カナー郡 - 東
- リンカーン郡 - 南
- キャベル郡 - 西

## 人口動態
以下は2000年国勢調査による人口統計データである。
| 基礎データ - 人口: 51,589人 - 世帯数: 20,028 世帯 - 家族数: 15,281 家族 - 人口密度: 58人/km2（149人/mi2） - 住居数: 21,621軒 - 住居密度: 24軒/km2（62軒/mi2） 人種別人口構成 - 白人: 97.97% - アフリカン・アメリカン: 0.56% - ネイティブ・アメリカン: 0.16% - アジア人: 0.58% - 太平洋諸島系: 0.02% - その他の人種: 0.13% - 混血: 0.59% - ヒスパニック・ラテン系: 0.51% 年齢別人口構成 - 18歳未満: 25.0% - 18-24歳: 7.6% - 25-44歳: 30.4% - 45-64歳: 25.5% - 65歳以上: 11.6% - 年齢の中央値: 38歳 - 性比（女性100人あたり男性の人口） - 総人口: 96.7 - 18歳以上: 93.5 | 世帯と家族（対世帯数） - 18歳未満の子供がいる: 35.4% - 結婚・同居している夫婦: 64.2% - 未婚・離婚・死別女性が世帯主: 8.9% - 非家族世帯: 23.7% - 単身世帯: 20.6% - 65歳以上の老人1人暮らし: 7.9% - 平均構成人数 - 世帯: 2.56人 - 家族: 2.96人 収入と家計 - 収入の中央値 - 世帯: 41,892米ドル - 家族: 48,674米ドル - 性別 - 男性: 40,782米ドル - 女性: 23,532米ドル - 人口1人あたり収入: 20,471米ドル - 貧困線以下 - 対人口: 9.3% - 対家族数: 7.1% - 18歳未満: 11.3% - 65歳以上: 7.6% |

## 都市と町

### 法人化市と町
- ハリケーン市
- ニトロ市（部分）
- ウィンフィールド町 - 郡庁所在地
- ポカ町
- バンクロフト町
- バッファロー町
- エレノア町

### 未編入の町
| - ブラックベッツィ - コンフィデンス - カロデン（部分） - フレージャーズボトム - ホームタウン - ラナム - リバティ | - ミッドウェイ - プライニー - レイモンドシティ - レッドハウス - ルーマー - スコットデポ - テイズ - テイズバレー |